# 미노베 나오히코
미노베 나오히코(일본어: 美濃部 直彦, 1965년 7월 12일 ~ )는 일본의 전 축구 선수이다.

## 구단 경력
1984년부터 1993년까지 감바 오사카에서 뛰었다. 1990년에 천황배 우승을 차지하였다. 1994년 교토 퍼플 상가로 이적했다. 1995시즌후 현역 은퇴.

## 지도자 경력
은퇴 후에는 교토 퍼플 상가(교토 상가 FC)의 코치를 거쳐, 2006년 감독으로 취임하였다. 2008년부터 2011년까지 도쿠시마 보르티스에서 감독을 맡았다. 2013년 AC 나가노 파르세이루의 감독으로 취임하였다.